# Roberto Guerrero (Radsportler)
Roberto Serafín Guerrero Vigliano (* 10. Oktober 1923 in Buenos Aires; † 10. Juli 2011 in Medellin) war ein argentinischer Radrennfahrer.

## Sportliche Laufbahn
Guerrero war im Bahnradsport aktiv. Er war Teilnehmer der Olympischen Sommerspiele 1948 in London. In der Mannschaftsverfolgung konnte sich der argentinische Bahnvierer mit Roberto Guerrero, Julio Alba, Ambrosio Aimar und Enrique Molina nicht platzieren. Über sein weiteres Leben und seine sportlichen Erfolge ist nichts bekannt.